# Interior Gateway Routing Protocol
Протокол IGRP (англ. Interior Gateway Routing Protocol) — протокол маршрутизации, разработанный фирмой Cisco, для своих многопротокольных маршрутизаторов в середине 1980-х годов для связи в пределах автономной системы (AS), имеющей сложную топологию и разные характеристики полосы пропускания и задержки. IGRP является протоколом внутренних роутеров (IGP) с вектором расстояния.
IGRP различает множество метрик, таких как задержка сети, пропускная способность, надежность, загруженность сети, MTU и reliability интерфейса. Для сравнения маршрутов эти метрики используются в формуле, которая вычисляет итоговую метрику. Весовой коэффициент этих показателей может выбираться автоматически или задаваться администратором сети. Для надежности и загруженности сети это значения от 1 до 255, полоса пропускания — от 1200 бит/с до 10 Гбит/с, задержка может принимать значение до 24-го порядка.
Для повышения стабильности работы IGRP предусматривает такие механизмы, как удержание изменений, расщепление горизонта (split-horizon) и корректировка отмены.
Удержание изменений
Когда в сеть поступает информация об изменениях маршрутов (например, об обрыве связи) от одного из роутеров, то изменения в таблицы маршрутизации поступают не мгновенно, а в течение некоторого времени. В этот период роутер, ещё не получивший информацию об изменениях, может продолжать распространять информацию об уже несуществующем маршруте. При этом возможна ситуация, когда устройство, уже внёсшее изменения в свою таблицу маршрутизации, после получения этих данных внесёт повторную корректировку в таблицу.
Временное удержание изменений — это механизм, по которому удерживаются все изменения, которые могут повлиять на маршруты в течение некоторого времени. Время удержания должно быть больше времени, необходимого для того, чтобы информация об измененных маршрутах распространилась по всем роутерам системы.
Расщепление горизонта (split-horizon)
Суть этого механизма состоит в том, что для предотвращения зацикливания маршрутов между соседними роутерами (маршрутизаторами), информация об изменении маршрута не должна распространяться в направлении того роутера, от которого она пришла.
Корректировка отмены маршрута (route-poisoning) — это принудительное удаление маршрута и перевод в состояние удержания, применяется для борьбы с маршрутными петлями.
Таймеры
Таймер корректировки определяет, как часто должны отправляться сообщения о корректировке маршрутов.
Таймер недействующих маршрутов определяет, сколько времени должен ожидать роутер при отсутствии сообщений о корректировке какого-нибудь конкретного маршрута, прежде чем объявить этот маршрут недействующим. Время по умолчанию IGRP для этой переменной в три раза превышает период корректировки. Переменная величина времени удерживания определяет промежуток времени удерживания. Время по умолчанию IGRP для этой переменной в три раза больше периода таймера корректировки, плюс 10 секунд. И наконец, таймер отключения указывает, сколько времени должно пройти прежде, чем какой-нибудь роутер должен быть исключен из маршрутной таблицы. Время по умолчанию IGRP для этой величины в семь раз превышает период корректировки маршрутизации.